# Austrogomphus australis
Austrogomphus australis – gatunek ważki z rodziny gadziogłówkowatych (Gomphidae).